# Adam Okruaszwili
Adam Okruaszwili, gruz. ადამ ოქრუაშვილი (ur. 1 stycznia 1989 w Tbilisi, ZSRR) – gruziński judoka, złoty i trzykrotnie brązowy medalista mistrzostw świata, złoty i srebrny medalista igrzysk europejskich w 2015 roku, pięciokrotny mistrz i czterokrotny wicemistrz Europy, wielokrotny medalista mistrzostw Gruzji.
W 2012 startował na igrzyskach olimpijskich w Londynie, na których przegrał w pojedynku pierwszej rundy z Andreasem Tölzerem z Niemiec